# Ctenorillo ausseli
Ctenorillo ausseli är en kräftdjursart som först beskrevs av Dollfus 1893.  Ctenorillo ausseli ingår i släktet Ctenorillo och familjen Armadillidae. Inga underarter finns listade i Catalogue of Life.